# Scandale à Paris
Pour plus de détails, voir Fiche technique et Distribution.
Scandale à Paris (A Scandal in Paris) est un film américain réalisé par Douglas Sirk sorti en 1946.
C'est une biographie romancée du criminel français devenu policier, Eugène-François Vidocq.

## Synopsis
Vidocq naît en prison en 1775. Après une jeunesse faite d'expédients, il devient, grâce à une bande d'escrocs, sous-lieutenant dans l'armée de Bonaparte. Le nom de Vidocq, il le fera sien après l'avoir emprunté à une pierre tombale. Séducteur par tempérament, escroc par hérédité, sa connaissance du crime en faisait le préposé idéal aux fonctions de Chef de la Sûreté…

## Fiche technique
- Titre français : Scandale à Paris
- Titre original : A Scandal in Paris
- Décors : Gordon Wiles
- Costumes : Norma
- Photographie : Guy Roe et Eugen Schüfftan (non crédité)
- Montage : Albrecht Joseph
- Musique : Hanns Eisler
- Production : Arnold Pressburger
- Société de production : United Artists
- Pays de production :  États-Unis
- Langue : anglais
- Format : noir et blanc – 35 mm – 1,37:1 – mono (Western Electric Mirrophonic Recording)
- Genre : aventure, policier
- Durée : 100 minutes
- Date de sortie :
  - États-Unis : 19 juillet 1946

## Distribution
- George Sanders : Eugène François Vidocq
- Signe Hasso : Thérèse de Pierremont
- Carole Landis : Loretta
- Akim Tamiroff : Émile Vernet
- Gene Lockhart : le chef de police Richet
- Alma Kruger : la marquise de Pierremont
- Alan Napier : Houdon de Pierremont
- Jo Ann Marlowe : Mimi de Pierremont
- Vladimir Sokoloff : l'oncle Hugo
- Pedro de Cordoba : le prêtre
- Fritz Leiber : le peintre
- Skelton Knaggs : le cousin Pierre

## Autour du film
- Scandale à Paris, troisième film américain de Douglas Sirk, est, de toutes ses réalisations, la préférée du cinéaste (Entretien avec le cinéaste paru dans Film comment en 1978).